# Lastreopsis tenera
Lastreopsis tenera är en träjonväxtart som först beskrevs av Robert Brown, och fick sitt nu gällande namn av Tindale. Lastreopsis tenera ingår i släktet Lastreopsis och familjen Dryopteridaceae. Inga underarter finns listade.